# Davinia Vanmechelen
Davinia Vanmechelen (Sint-Truiden, 30 agosto 1999) è una calciatrice belga, attaccante del Club YLA e della nazionale belga.

## Carriera

### Club
Davinia Vanmechelen ha iniziato a giocare nelle squadre giovanili del Landen, per poi passare allo Standard Liegi. Nel 2015 è passata nella prima squadra dello Standard Liegi, dove ha giocato per due stagioni consecutive. Con la maglia biancorossa della squadra vallona ha esordito in Super League, la massima serie del campionato belga. Nei due anni allo Standard ha vinto per due volte il campionato belga, facendo parte di una squadra molto giovane, ma talentuosa. Con lo Standard ha esordito in una competizione internazionale per club, la UEFA Women's Champions League, giocando andata e ritorno dei sedicesimi di finale dell'edizione 2015-2016, perso contro le tedesche dell'1. FFC Francoforte. Nella stagione successiva ha realizzato le sue prime due rete nel torneo, nel corso della fase di qualificazione, nella vittoria per 11-0 contro le macedoni del Dragon 2014. Al termine della stagione 2016-2017 è stata premiata come migliore promessa del campionato belga e come migliore calciatrice per numero di assist.
Nell'estate 2017 ha lasciato lo Standard Liegi e si è trasferita al Genk. La permanenza al Genk è durata metà stagione, visto che nel gennaio 2018 si è trasferita in Francia al Paris Saint-Germain. Con la formazione parigina ha vinto la Coppa di Francia nella stessa stagione. Nella stagione successiva ha avuto modo di esordire in Division 1 e di giocare da titolare nel ritorno dei sedicesimi di finale di Champions League.
A gennaio 2019 Vanmechelen è stata ceduta in prestito al PSV. Con la squadra di Eindhoven ha esordito in Eredivisie, la massima serie del campionato olandese, senza andare a segno in alcuna occasione. Al termine della stagione, tornata al Paris-SG, è stata ceduta al Twente, facendo così ritorno nel campionato dei Paesi Bassi. Nel luglio 2020 è tornata in patria, firmando un contratto con lo Standard Liegi, tornando a vestire la maglia biancorossa dopo tre stagioni.
La seconda esperienza allo Standard è durata due stagioni, terminate le quali si è trasferita al Club YLA per disputarvi la stagione 2022-23, continuando a giocare nella massima serie del campionato belga.

### Nazionale
Davinia Vanmechelen ha fatto parte delle selezioni giovanili del Belgio, giocando quattordici partite con la selezione Under-17 e otto con la selezione Under-19, scendendo in campo nelle partite di qualificazione alle fasi finali dei campionati europei di categoria.
Vanmechelen è stata convocata per la prima volta da Ives Serneels, selezionatore della nazionale del Belgio, nell'ottobre 2015, ancora sedicenne, in vista della partita contro la Bosnia ed Erzegovina, valida per le qualificazioni al campionato europeo 2017. Fece il suo esordio un anno dopo, il 24 novembre 2016, scendendo in campo a tempo scaduto nell'amichevole vinta contro i Paesi Bassi. Quattro giorni dopo ha giocato buona parte del secondo tempo nell'amichevole contro la Danimarca, mettendo a segno la sua prima rete in nazionale.
Dopo aver preso parte alla Cyprus Cup 2017 e alle amichevoli successive, è stata inserita da Serneels nella rosa della nazionale belga che ha partecipato al campionato europeo 2017, organizzato nei vicini Paesi Bassi. Vanmechelen è scesa in campo nel secondo tempo delle partite contro Danimarca e Paesi Bassi, entrambe perse, il ché ha determinato l'eliminazione delle red flames dal torneo, nonostante la vittoria sulla Norvegia.
Il 19 settembre 2017 ha giocato e realizzato una rete nella partita vinta per 12-0 dal Belgio sulla Moldavia, valida per le qualificazioni al campionato mondiale 2019, e che ha rappresentato la vittoria più larga della nazionale belga fino ad allora ottenuta. Il 4 settembre 2018 ha realizzato la sua prima doppietta in nazionale nella vittoria per 2-1 sull'Italia, ultima partita del girone 6 di qualificazione, che ha portato il Belgio ai play-off, poi persi contro la Svizzera.

## Statistiche

### Presenze e reti nei club
Statistiche aggiornate al 21 marzo 2021.
| Stagione              | Squadra               | Campionato            | Campionato | Campionato | Coppe nazionali | Coppe nazionali | Coppe nazionali | Coppe internazionali | Coppe internazionali | Coppe internazionali | Altre coppe | Altre coppe | Altre coppe | Totale | Totale |
| Stagione              | Squadra               | Comp                  | Pres       | Reti       | Comp            | Pres            | Reti            | Comp                 | Pres                 | Reti                 | Comp        | Pres        | Reti        | Pres   | Reti   |
| --------------------- | --------------------- | --------------------- | ---------- | ---------- | --------------- | --------------- | --------------- | -------------------- | -------------------- | -------------------- | ----------- | ----------- | ----------- | ------ | ------ |
| 2015-2016             | Standard Liegi        | SL                    | ?          | ?          | CB              | ?               | ?               | UWCL                 | 2                    | 0                    | -           | -           | -           | 2+     | 0+     |
| 2016-2017             | Standard Liegi        | SL                    | ?          | ?          | CB              | ?               | ?               | UWCL                 | 3                    | 2                    | -           | -           | -           | 3+     | 2+     |
| 2017-gen. 2018        | Genk                  | SL                    | ?          | ?          | CB              | ?               | ?               | -                    | -                    | -                    | -           | -           | -           | ?      | ?      |
| gen.-giu. 2018        | Paris Saint-Germain   | D1                    | 0          | 0          | CF              | 0               | 0               | -                    | -                    | -                    | -           | -           | -           | 0      | 0      |
| 2018-gen. 2019        | Paris Saint-Germain   | D1                    | 1          | 0          | CB              | 0               | 0               | UWCL                 | 1                    | 0                    | -           | -           | -           | 2      | 0      |
| Totale Paris SG       | Totale Paris SG       | Totale Paris SG       | 1          | 0          |                 | 0               | 0               |                      | 1                    | 0                    |             | -           | -           | 1      | 0      |
| feb.-giu. 2019        | PSV                   | E                     | 8          | 0          | CP              | 0               | 0               | -                    | -                    | -                    | -           | -           | -           | 8      | 0      |
| 2019-2020             | Twente                | E                     | 10         | 1          | CP              | 0               | 0               | UWCL                 | 7                    | 2                    | -           | -           | -           | 17     | 3      |
| Totale Gent           | Totale Gent           | Totale Gent           | ?          | ?          |                 | ?               | ?               |                      | -                    | -                    |             | -           | -           | ?      | ?      |
| 2020-2021             | Standard Liegi        | SL                    | ?          | ?          | CB              | ?               | ?               | -                    | -                    | -                    | -           | -           | -           | ?      | ?      |
| 2021-2022             | Standard Liegi        | SL                    | ?          | ?          | CB              | ?               | ?               | -                    | -                    | -                    | -           | -           | -           | ?      | ?      |
| Totale Standard Liegi | Totale Standard Liegi | Totale Standard Liegi | ?          | ?          |                 | ?               | ?               |                      | 5                    | 2                    |             | -           | -           | 5+     | 2+     |
| 2022-2023             | Club YLA              | SL                    | ?          | ?          | CB              | ?               | ?               | -                    | -                    | -                    | -           | -           | -           | ?      | ?      |
| Totale carriera       | Totale carriera       | Totale carriera       | 19+        | 1+         |                 | 0               | 0               |                      | 13                   | 4                    |             | -           | -           | 32+    | 5+     |

### Cronologia presenze e reti in nazionale
| Cronologia completa delle presenze e delle reti in nazionale ― Belgio | Cronologia completa delle presenze e delle reti in nazionale ― Belgio | Cronologia completa delle presenze e delle reti in nazionale ― Belgio | Cronologia completa delle presenze e delle reti in nazionale ― Belgio | Cronologia completa delle presenze e delle reti in nazionale ― Belgio | Cronologia completa delle presenze e delle reti in nazionale ― Belgio | Cronologia completa delle presenze e delle reti in nazionale ― Belgio | Cronologia completa delle presenze e delle reti in nazionale ― Belgio |
| Data                                                                  | Città                                                                 | In casa                                                               | Risultato                                                             | Ospiti                                                                | Competizione                                                          | Reti                                                                  | Note                                                                  |
| --------------------------------------------------------------------- | --------------------------------------------------------------------- | --------------------------------------------------------------------- | --------------------------------------------------------------------- | --------------------------------------------------------------------- | --------------------------------------------------------------------- | --------------------------------------------------------------------- | --------------------------------------------------------------------- |
| 24-11-2016                                                            | Lovanio                                                               | Belgio                                                                | 3 – 2                                                                 | Paesi Bassi                                                           | Amichevole                                                            | -                                                                     | 90’                                                                   |
| 28-11-2016                                                            | Tubize                                                                | Belgio                                                                | 1 – 3                                                                 | Danimarca                                                             | Amichevole                                                            | 1                                                                     | 55’                                                                   |
| 19-1-2017                                                             | Clairefontaine-en-Yvelines                                            | Francia                                                               | 1 – 2                                                                 | Belgio                                                                | Amichevole                                                            | 1                                                                     | 70’, squadre B                                                        |
| 1-3-2017                                                              | Larnaca                                                               | Belgio                                                                | 2 – 2                                                                 | Svizzera                                                              | Cyprus Cup 2017                                                       | -                                                                     | 90’                                                                   |
| 3-3-2017                                                              | Larnaca                                                               | Italia                                                                | 1 – 4                                                                 | Belgio                                                                | Cyprus Cup 2017                                                       | -                                                                     | 70’                                                                   |
| 6-3-2017                                                              | Nicosia                                                               | Corea del Nord                                                        | 4 – 1                                                                 | Belgio                                                                | Cyprus Cup 2017                                                       | 1                                                                     | 36’                                                                   |
| 8-3-2017                                                              | Larnaca                                                               | Belgio                                                                | 1 – 1 (3 - 2 dtr)                                                     | Austria                                                               | Cyprus Cup 2017 - Finale 7º posto                                     | -                                                                     | 88’                                                                   |
| 11-4-2017                                                             | Lovanio                                                               | Belgio                                                                | 5 – 0                                                                 | Scozia                                                                | Amichevole                                                            | -                                                                     | 79’                                                                   |
| 13-6-2017                                                             | Lovanio                                                               | Belgio                                                                | 1 – 1                                                                 | Giappone                                                              | Amichevole                                                            | -                                                                     | 90’                                                                   |
| 7-7-2017                                                              | Montpellier                                                           | Francia                                                               | 2 – 0                                                                 | Belgio                                                                | Amichevole                                                            | -                                                                     | 66’                                                                   |
| 11-7-2017                                                             | Denderleeuw                                                           | Belgio                                                                | 2 – 0                                                                 | Russia                                                                | Amichevole                                                            | -                                                                     | 46’                                                                   |
| 16-7-2017                                                             | Doetinchem                                                            | Danimarca                                                             | 1 – 0                                                                 | Belgio                                                                | Euro 2017 - Fase a gironi                                             | -                                                                     | 62’                                                                   |
| 24-7-2017                                                             | Tilburg                                                               | Belgio                                                                | 1 – 2                                                                 | Paesi Bassi                                                           | Euro 2017 - Fase a gironi                                             | -                                                                     | 46’                                                                   |
| 19-9-2017                                                             | Lovanio                                                               | Belgio                                                                | 12 – 0                                                                | Moldavia                                                              | Qual. Mondiali 2019                                                   | 1                                                                     |                                                                       |
| 20-10-2017                                                            | Lovanio                                                               | Belgio                                                                | 3 – 2                                                                 | Romania                                                               | Qual. Mondiali 2019                                                   | -                                                                     | 83’                                                                   |
| 24-10-2017                                                            | Penafiel                                                              | Portogallo                                                            | 0 – 1                                                                 | Belgio                                                                | Qual. Mondiali 2019                                                   | -                                                                     | 44’                                                                   |
| 28-2-2018                                                             | Larnaca                                                               | Belgio                                                                | 1 – 2                                                                 | Rep. Ceca                                                             | Cyprus Cup 2018                                                       | -                                                                     | 67’                                                                   |
| 2-3-2018                                                              | Larnaca                                                               | Spagna                                                                | 0 – 0                                                                 | Belgio                                                                | Cyprus Cup 2018                                                       | -                                                                     | 27’                                                                   |
| 6-4-2018                                                              | Lovanio                                                               | Belgio                                                                | 1 – 1                                                                 | Portogallo                                                            | Qual. Mondiali 2019                                                   | -                                                                     | 46’                                                                   |
| 10-4-2018                                                             | Ferrara                                                               | Italia                                                                | 2 – 1                                                                 | Belgio                                                                | Qual. Mondiali 2019                                                   | -                                                                     | 72’                                                                   |
| 10-6-2018                                                             | Chișinău                                                              | Moldavia                                                              | 0 – 7                                                                 | Belgio                                                                | Qual. Mondiali 2019                                                   | -                                                                     | 63’                                                                   |
| 31-8-2018                                                             | Botoșani                                                              | Romania                                                               | 0 – 1                                                                 | Belgio                                                                | Qual. Mondiali 2019                                                   | -                                                                     | 64’                                                                   |
| 4-9-2018                                                              | Lovanio                                                               | Belgio                                                                | 2 – 1                                                                 | Italia                                                                | Qual. Mondiali 2019                                                   | 2                                                                     | 88’                                                                   |
| 5-10-2018                                                             | Lovanio                                                               | Belgio                                                                | 2 – 2                                                                 | Svizzera                                                              | Qual. Mondiali 2019 - Play-off                                        | -                                                                     | 80’                                                                   |
| 9-10-2018                                                             | Bienne                                                                | Svizzera                                                              | 1 – 1                                                                 | Belgio                                                                | Qual. Mondiali 2019 - Play-off                                        | -                                                                     | 40’ 88’                                                               |
| 20-1-2019                                                             | San Pedro del Pinatar                                                 | Belgio                                                                | 1 – 0                                                                 | Irlanda                                                               | Amichevole                                                            | -                                                                     | 64’                                                                   |
| 27-2-2019                                                             | Larnaca                                                               | Belgio                                                                | 3 – 0                                                                 | Slovacchia                                                            | Cyprus Cup 2019                                                       | -                                                                     | 69’                                                                   |
| 29-8-2019                                                             | Lovanio                                                               | Belgio                                                                | 3 – 3                                                                 | Inghilterra                                                           | Amichevole                                                            | -                                                                     | 46’                                                                   |
| 3-9-2019                                                              | Lovanio                                                               | Belgio                                                                | 6 – 1                                                                 | Croazia                                                               | Qual. Euro 2022                                                       | 1                                                                     | 46’                                                                   |
| 8-10-2019                                                             | Cluj-Napoca                                                           | Romania                                                               | 0 – 1                                                                 | Belgio                                                                | Qual. Euro 2022                                                       | -                                                                     | 74’                                                                   |
| 8-11-2019                                                             | Zaprešić                                                              | Croazia                                                               | 1 – 4                                                                 | Belgio                                                                | Qual. Euro 2022                                                       | -                                                                     | 78’                                                                   |
| 12-11-2019                                                            | Lovanio                                                               | Belgio                                                                | 6 – 0                                                                 | Lituania                                                              | Qual. Euro 2022                                                       | -                                                                     | 60’                                                                   |
| 4-3-2020                                                              | Parchal                                                               | Nuova Zelanda                                                         | 1 – 1 (7 - 6 dtr)                                                     | Belgio                                                                | Algarve Cup 2020 - Prima fase                                         | -                                                                     | 46’ 70’                                                               |
| 18-9-2020                                                             | Lovanio                                                               | Belgio                                                                | 6 – 1                                                                 | Romania                                                               | Qual. Euro 2022                                                       | -                                                                     | 61’                                                                   |
| 22-9-2020                                                             | Thun                                                                  | Svizzera                                                              | 2 – 1                                                                 | Belgio                                                                | Qual. Euro 2022                                                       | -                                                                     | 76’                                                                   |
| 27-10-2020                                                            | Marijampolė                                                           | Lituania                                                              | 0 – 9                                                                 | Belgio                                                                | Qual. Euro 2022                                                       | -                                                                     | 71’                                                                   |
| 18-2-2021                                                             | Bruxelles                                                             | Belgio                                                                | 1 – 6                                                                 | Paesi Bassi                                                           | Amichevole                                                            | -                                                                     | 74’                                                                   |
| 8-4-2021                                                              | Bruxelles                                                             | Belgio                                                                | 0 – 2                                                                 | Norvegia                                                              | Amichevole                                                            | -                                                                     | 77’                                                                   |
| 11-4-2021                                                             | Bruxelles                                                             | Belgio                                                                | 1 – 0                                                                 | Irlanda                                                               | Amichevole                                                            | -                                                                     | 65’                                                                   |
| 10-6-2021                                                             | Madrid                                                                | Spagna                                                                | 3 – 0                                                                 | Belgio                                                                | Amichevole                                                            | -                                                                     | 78’                                                                   |
| 13-6-2021                                                             | Wiltz                                                                 | Lussemburgo                                                           | 0 – 1                                                                 | Belgio                                                                | Amichevole                                                            | -                                                                     | 77’                                                                   |
| 17-9-2021                                                             | Danzica                                                               | Polonia                                                               | 1 – 1                                                                 | Belgio                                                                | Qual. Mondiali 2023                                                   | -                                                                     | 57’                                                                   |
| 21-9-2021                                                             | Bruxelles                                                             | Belgio                                                                | 7 – 0                                                                 | Albania                                                               | Qual. Mondiali 2023                                                   | -                                                                     | 46’                                                                   |
| 25-11-2021                                                            | Lovanio                                                               | Belgio                                                                | 19 – 0                                                                | Armenia                                                               | Qual. Mondiali 2023                                                   | -                                                                     | 74’                                                                   |
| 16-6-2022                                                             | Wolverhampton                                                         | Inghilterra                                                           | 3 – 0                                                                 | Belgio                                                                | Amichevole                                                            | -                                                                     | 73’                                                                   |
| 23-6-2022                                                             | Lier                                                                  | Belgio                                                                | 4 – 1                                                                 | Irlanda del Nord                                                      | Amichevole                                                            | -                                                                     | 65’                                                                   |
| 28-6-2022                                                             | Lier                                                                  | Belgio                                                                | 6 – 1                                                                 | Lussemburgo                                                           | Amichevole                                                            | 3                                                                     |                                                                       |
| 2-9-2022                                                              | Lovanio                                                               | Belgio                                                                | 0 – 1                                                                 | Norvegia                                                              | Qual. Mondiali 2023                                                   | -                                                                     | 77’                                                                   |
| 6-9-2022                                                              | Erevan                                                                | Armenia                                                               | 0 – 7                                                                 | Belgio                                                                | Qual. Mondiali 2023                                                   | -                                                                     | 60’                                                                   |
| 6-10-2022                                                             | Vizela                                                                | Portogallo                                                            | 2 – 1                                                                 | Belgio                                                                | Qual. Mondiali 2023 - Play-off                                        | -                                                                     | 90+2’                                                                 |
| Totale                                                                |                                                                       | Presenze                                                              | 50                                                                    |                                                                       | Reti                                                                  | 10                                                                    |                                                                       |

## Palmarès

### Club
- Campionato belga: 2

Standard Liegi: 2015-2016, 2016-2017
- Coppa di Francia: 1

Paris Saint-Germain: 2017-2018
- Coppa del Belgio: 1

Club YLA: 2023-2024